# الجرذان في الجدران
«الجرذان في الجدران» (بالإنجليزية: The Rats in the Walls)‏ هي قصة قصيرة بقلم الكاتب الأمريكي هوارد فيليبس لافكرافت. وكتبها في أغسطس وسبتمبر 1923، نشرت لأول مرة في مجلة حكايات غريبة عدد مارس 1924.